# Mark Klem
Mark Klem (...) è un musicista statunitense, compositore di musiche per videogiochi.
Ha composto la musica per il videogioco per computer Wacky Wheels.
Ha realizzato musica, effetti sonori, doppiaggio e strutturazione dei livelli per la total conversion di Quake 3 Urban Terror, oltre a diversi progetti collaterali per Doom 2, come Cringe, MKBIGWAD, Gothic I & II, Strain, Memento Mori I & II, Requiem, Icarus, Biowar e Mordeth.